# Lübecker-Bucht-Fall

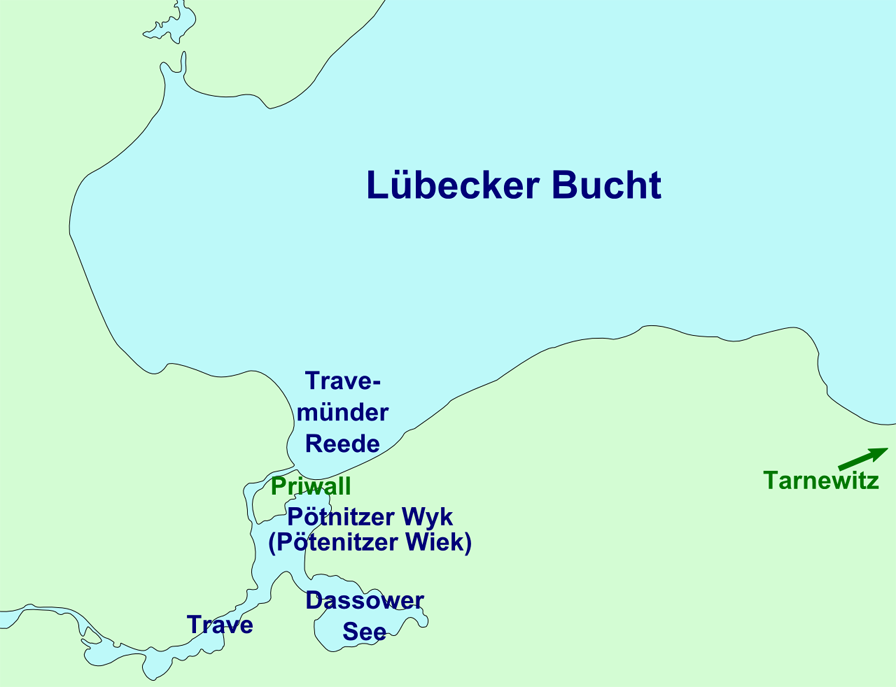
Untertrave und Lübecker Bucht

Der Lübecker-Bucht-Fall ist ein in den 1920er Jahren vor dem Staatsgerichtshof für das Deutsche Reich ausgetragener Rechtsstreit zwischen den Ländern Lübeck und Mecklenburg-Schwerin über die Hoheitsrechte in der Lübecker Bucht.

## Hintergrund
Zwischen den Parteien war streitig, wer die Hoheitsrechte über den vor der Travemündung gelegenen Teil der Lübecker Bucht (unter anderem die Travemünder Reede) hat und somit die Fischerei und die Schifffahrt regulieren kann. Um die Hoheitsrechte in der Untertrave, der Pötenitzer Wiek und dem Dassower See hatten zwischen Lübeck und Mecklenburg bereits seit Jahrhunderten Streitigkeiten bestanden, die zu Verfahren vor dem Reichskammergericht und 1890 zu einem Schiedsverfahren vor dem Reichsgericht geführt hatten. Der nun die Lübecker Bucht betreffende Rechtsstreit vor dem Staatsgerichtshof wurde 1925 vom Land Lübeck initiiert, welches zugleich einen Antrag auf vorläufige Regelung durch einstweilige Verfügung stellte. Nachdem dem Land Lübeck die Polizeiverordnung Mecklenburg-Schwerins zum Schutze der Fischerei in den Küstengewässern der Travemünder Bucht vom 23. Februar des Jahres bekanntgeworden war, nach der die Ausübung der Fischerei an der dortigen mecklenburgischen Küste nur noch selbständigen mecklenburgischen Fischern erlaubt sein sollte, erweiterte es seine Anträge dahingehend, die Ungültigkeit dieser Verordnung festzustellen, soweit sie die Rechte des lübeckischen Staates und seiner Angehörigen verletze.

## Einstweilige Verfügung
Entsprechend dem Antrag Lübecks erließ der Staatsgerichtshof im Oktober 1925 eine einstweilige Verfügung zugunsten des Landes Lübeck, wonach dem Land Mecklenburg-Schwerin bis zur Entscheidung in der Hauptsache die Ausübung der Fischereihoheit und der Schifffahrtspolizei in der Travemünder Bucht bis zur von Nordwesten bis Südosten verlaufenden Linie Gömnitzer Turm–Pohnsdorfer Mühle–Steinrifftonne–Mündung der Harkenbeck untersagt und die Ausübung dieser Rechte in dem bezeichneten Gebiet solange allein dem Land Lübeck zugestanden wurde.

## Hauptsacheverfahren
Die öffentliche Verhandlung in der Hauptsache fand am 6. und 7. Juli 1928 statt. Im Vorfeld waren verschiedene Gutachten erstellt worden, die die Parteien in das Verfahren einbrachten. Gutachter auf Seiten Lübecks war der Historiker Fritz Rörig; von Seiten Mecklenburg-Schwerins wurden Gutachten des Schweriner Archivs, des Juristen Julius von Gierke sowie des Juristen und Staatsminister im Ruhestand Adolf Langfeld vorgelegt.
Der Staatsgerichtshof untersuchte, worauf sich die Anträge der Parteien bezüglich der Gebiets- und Fischereihoheit in dem fraglichen Gebiet stützen könnten. Die von Seiten Mecklenburg-Schwerins und seiner Gutachter vertretene Ansicht, dass nach allgemein anerkannten völkerrechtlichen Grundsätzen bei Meeresbuchten mit mehreren Anliegern die Grenze zwischen den Staaten auf der von den Ufergrenzen gezogenen Mittellinie verlaufe, lehnte der Gerichtshof mit dem Hinweis ab, dass sich eine solche allgemein anerkannte Regel des Völkerrechts weder aus Völkervertragsrecht, noch aus Völkergewohnheitsrecht oder sonst wie ergebe und somit nicht existiere. Vielmehr sei auf die geschichtliche Entwicklung und die tatsächlichen Verhältnisse abzustellen. Ebenso stellte der Gerichtshof fest, dass das der Stadt Lübeck 1188 von Kaiser Friedrich I. verliehene und 1226 von Kaiser Friedrich II. bestätigte Privileg keine ausreichende Grundlage für die Anträge Lübecks darstelle.

### Fischereihoheit und Schifffahrtshoheit

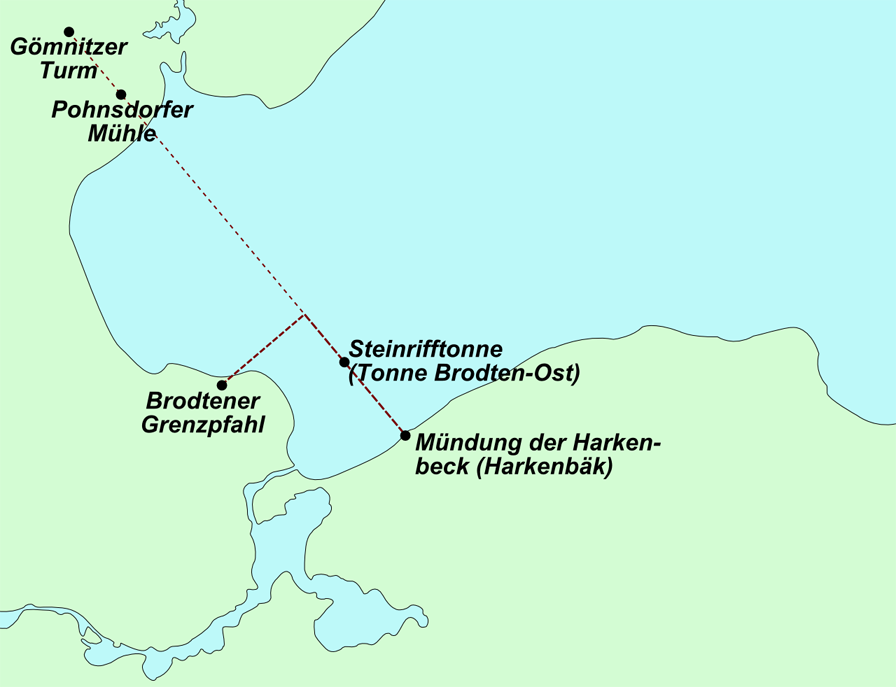
Fischereihoheit und Schifffahrtshoheit

Allerdings habe sich Lübeck wohl aufgrund dieses Privilegs schon frühzeitig das Recht zur Ausübung der Fischerei in dem umstrittenen Teil der Lübecker Bucht zugeschrieben. Mit Blick auf die Entwicklung der Fischerei in der Bucht sah der Gerichtshof als erwiesen an, dass sich Lübeck in den fraglichen Teilen der Bucht jahrhundertelang im „ungestörten Besitz der Fischereihoheit“ befunden habe. Dieser unvordenkliche Besitzstand begründe die Rechtmäßigkeitsvermutung und rechtfertige es, die Fischereihoheit Lübecks in dem fraglichen Gebiet auch für die Zukunft festzustellen. Auch in Hinblick auf die Schifffahrtshoheit sah der Gerichtshof als erwiesen an, dass sich Lübeck im fraglichen Gebiet seit unvordenklicher Zeit in ihrem Besitz befindet, und stellte das Bestehen der Schifffahrtshoheit Lübecks auch für die Zukunft fest.

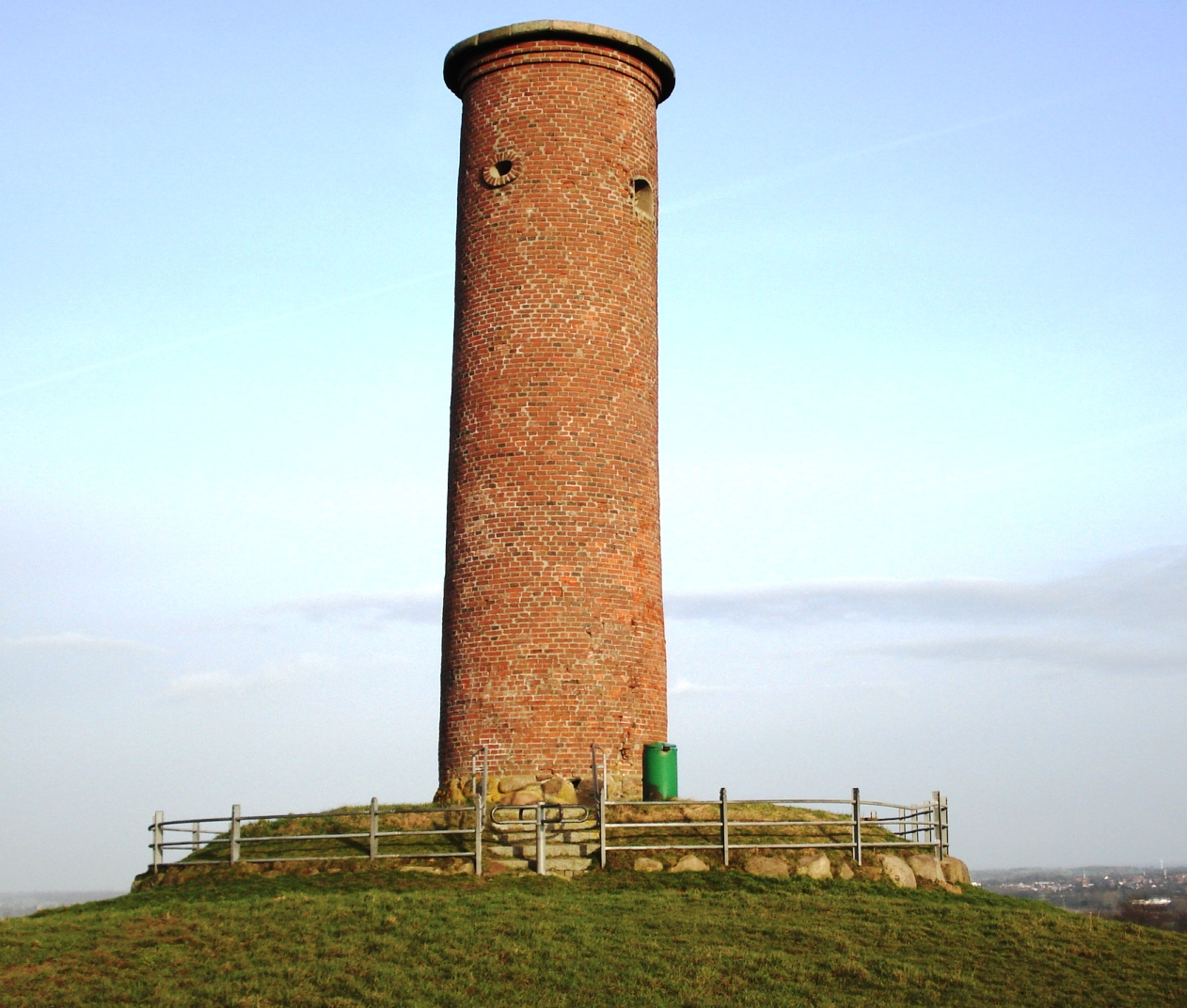
Das historische See- und Grenzzeichen Gömnitzer Turm

Als nicht eindeutig feststellbar erachtete das Gericht die seewärtige Grenze des Fischerei- sowie des Schifffahrtshoheitsgebiets Lübecks. Zur Festlegung dieser Grenzen legte das Gericht Zweckmäßigkeitserwägungen zugrunde: Zum einen müsse zur Vermeidung von Interessenkonflikten die Grenze der Fischereihoheit mit der Grenze der Schifffahrtshoheit übereinstimmen; zudem müsse der Grenzverlauf auch schifffahrtstechnisch zweckmäßig sein. Das Gericht entschied sich sodann für den im Antrag Lübecks genannten Grenzverlauf, nämlich als Grenze nach Nordosten die Linie zwischen Harkenbeckmündung im Südosten und Gömnitzer Turm im Nordwesten sowie als Grenze nach Nordwesten das vom Brodtener Grenzpfahl – dieser markierte die damalige die Grenze zwischen den Ländern Oldenburg und Lübeck – auf vorgenannte Linie gefällte Lot.

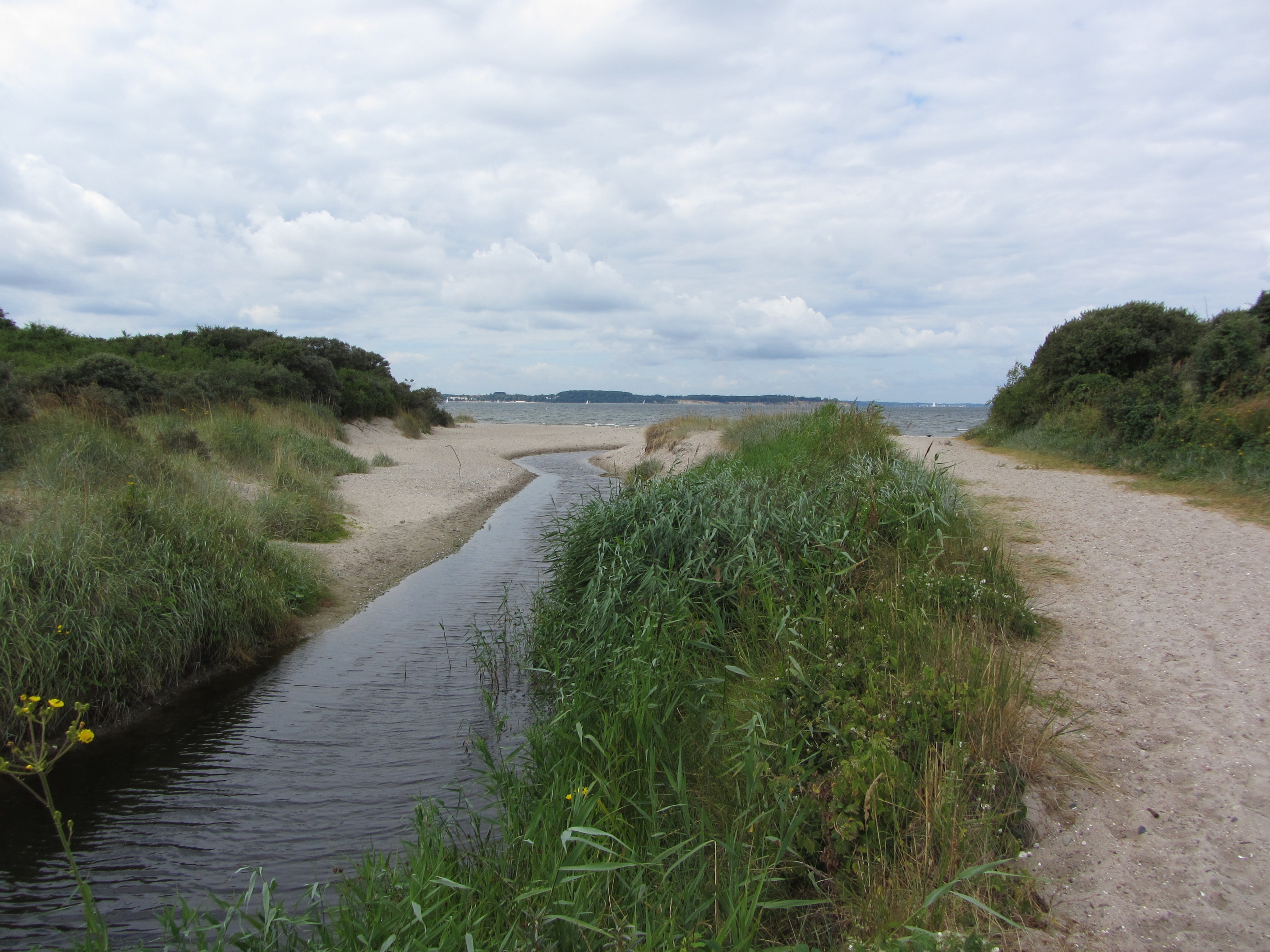
Die Mündung der Harkenbäk in die Ostsee

### Den Fischern einzuräumende Fischereiausübungsrechte
Einschränkend stellte das Gericht fest, dass sowohl Lübeck in dem Teil der Bucht, in dem ihm die Fischereihoheit zustehe, den mecklenburgischen Fischern in hergebrachtem Umfang Mitbefischungsrecht einzuräumen habe, als auch Mecklenburg-Schwerin in seinem Küstenabschnitt zwischen Harkenbeckmündung und Tarnewitz lübeckischen Fischern gemäß Art. 110 Abs. 2 WRV unter denselben Bedingungen Fischereiausübung einzuräumen habe wie mecklenburgischen Fischern.

### Gebietshoheit im Übrigen

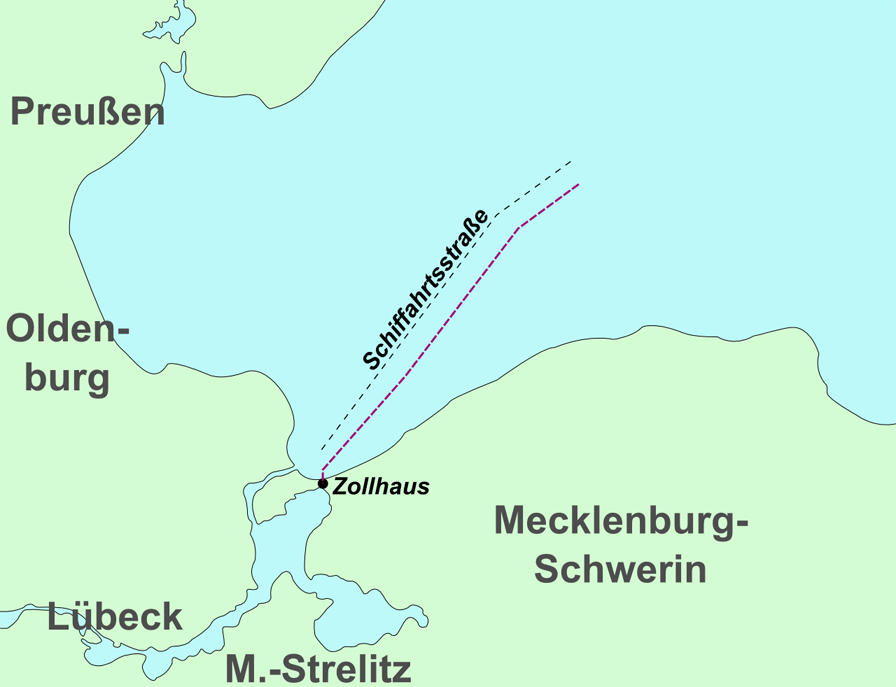
Gebietshoheit im Übrigen

Weiterhin stellte der Gerichtshof fest, dass Mecklenburg-Schwerin vor seinem Strandabschnitt von Priwall bis zur Harkenbeckmündung ebenfalls seit geraumer Zeit Gebietshoheit beansprucht hat und Lübeck davon Kenntnis hatte; Lübeck habe also niemals volle Gebietshoheit bis zum mecklenburgischen Strand ausgeübt oder beansprucht und dementsprechend in dem Gebiet auch keine volle Gebietshoheit als unvordenklichen Besitzstand ersitzen können. Unabhängig von den Grenzen des Fischerei- und Schifffahrtshoheitsgebiets Lübecks sei zur Wahrung der Interessen der Streitparteien eine weitere Grenze zu ziehen, deren westlich davon gelegener Teil der Bucht der Gebietshoheit Lübecks und deren östlich davon gelegener Teil der Bucht der Gebietshoheit Mecklenburg-Schwerins unterfiele. Mangels eindeutiger Feststellbarkeit einer solchen Grenze aus den beigebrachten Unterlagen legte das Gericht wiederum Zweckmäßigkeitserwägungen zugrunde und bestimmte als Grenze eine vom Zollhaus (Wachtgraben auf dem Priwall) in nördliche Richtung bis zur Schifffahrtsstraße und von dort östlich entlang der Verlängerung der Schifffahrtsstraße seewärts verlaufende Linie.
Die weitergehenden Anträge verwarf der Gerichtshof.

## Bedeutung der Gerichtsentscheidungen
Die vom Staatsgerichtshof getroffenen Entscheidungen waren von über den konkreten Streitfall hinausgehender Bedeutung.

### Einstweilige Verfügung
Die über den konkreten Rechtsstreit hinausgehende Bedeutung des Erlasses der einstweiligen Verfügung von 1925 betraf das Verfassungsprozessrecht: Obwohl das Gesetz über den Staatsgerichtshof nach Art. 108 WRV eine ausdrückliche Ermächtigung zum Erlass einstweiliger Verfügungen nicht enthielt, schloss der Gerichtshof aus seiner Ermächtigung zum Erlass vollstreckbarer Urteile (Art. 19 Abs. 2 WRV) a maiore ad minus, dass er auch zum Erlass einstweiliger Verfügungen befugt sei. Deren Voraussetzungen ergäben sich aus einer analogen Anwendung der zivilprozessualen Vorschriften. Mit dieser Begründung wurde deutlich, dass sich der Staatsgerichtshof nicht nur im vorliegenden, sondern in potentiell allen seinen Verfahren als befugt ansah, einstweiligen Rechtsschutz zu gewähren.
Im Gegensatz zu damals wurde für Verfahren vor dem Bundesverfassungsgericht in § 32 sowie ergänzend in den §§ 53 und 93d BVerfGG eine ausdrückliche Ermächtigung zum Erlass einstweiliger Anordnungen aufgenommen und auch die Voraussetzungen dafür normiert.

### Hauptsacheentscheidung
Mit der Hauptsacheentscheidung von 1928 wurden die letzten verbliebenen Gebietsstreitigkeiten zwischen Lübeck und Mecklenburg geklärt. Die vom Gerichtshof anhand der historischen Entwicklung festgestellten und im Übrigen nach Zweckmäßigkeitserwägungen festgelegten Grenzen haben noch heute Bestand: Die Gebietshoheitsgrenze zwischen Lübeck und Mecklenburg war zwischen 1945 und 1990 Teil der Innerdeutschen Grenze und ist heute die Ländergrenze zwischen Schleswig-Holstein und Mecklenburg-Vorpommern; die Grenzen für das Fischerei- sowie Schifffahrtshoheitsgebiet Lübecks sind noch heute die Grenzen des Gebietes, innerhalb dessen die Stadt Lübeck das Fischereirecht innehat. Die Diskrepanz zwischen Gebietshoheit einerseits und Fischerei- und Schifffahrtshoheit andererseits führten in der Zeit der deutschen Teilung zu Spannungen mit der DDR, die erst 1974 durch einen Protokollvermerk über den Grenzverlauf und eine Regierungsvereinbarung über Fischerei-Rechte beigelegt wurden.
Von über den Streitfall hinausgehender Bedeutung war die Hauptsacheentscheidung für das deutsche Zwischenländerrecht (auch Interföderationsrecht oder interföderales Recht genannt). Zwar wurde mit dem unvordenklichen Besitzstand als tragendem Entscheidungsgrund nicht das erste Mal von einem deutschen Reichsgericht der Erwerbstitel der (unvordenklichen) Ersitzung im Zwischenländerrecht anerkannt, doch war es das erste Mal, dass ihn der Staatsgerichtshof heranzog.

## Fundstelle
- RGZ 122, Anhang S. 1 bis 16 = ZVLGA 25 (1929), S. 155 bis 198.